# Microcharon harrisi
Microcharon harrisi är en kräftdjursart som beskrevs av Spooner 1959. Microcharon harrisi ingår i släktet Microcharon och familjen Microparasellidae. Inga underarter finns listade i Catalogue of Life.